# Пауль фон Гацфельдт
Мельхіор Губерт Пауль Густав Граф фон Гацфельдт-Вільденбург (8 жовтня 1831, Дюссельдорф — 22 листопада 1901, Лондон) — німецький державний і політичний діяч, Статс-секретар імперського відомства закордонних справ (1881—1885).

## Біографія

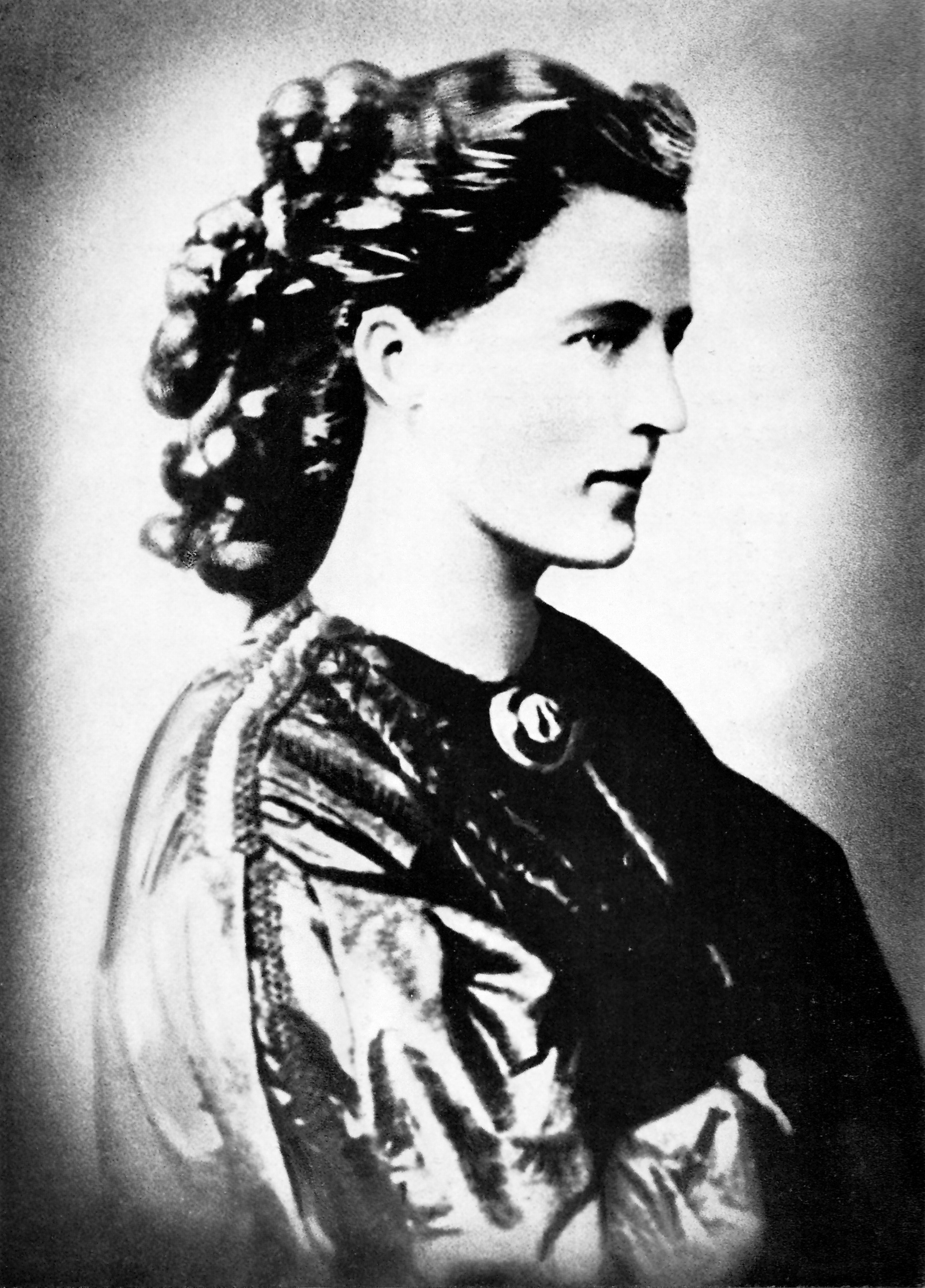
Софія фон Хацфельдт близько 1860-1861рр.

Пауль народився 8 жовтня 1831 року як молодша дитина у шлюбі графині Софі фон Хацфельдт і графа Едмунда фон Хацфельдт-Вільденбурга. 
Після розлучення батьків на початку 1830-х років почалися тривалі суперечки щодо опіки над Паулем. У 1841 році батько організував його вступ до кадетської школи в Потсдамі. Тим часом його мати домоглася його дострокового звільнення. Відтоді він ріс під опікою матері. Через неї він познайомився з Фердинандом Лассалем та ідеями робітничого руху. У 1848 році, разом з Лассалем, Юліусом Вульфом, Фердинандом Фрейлігратом, Луїсом Кугельманом та іншими, він був одним із членів Народного клубу в Дюссельдорфі, політичної асоціації, сформованої під час Березневої революції, метою якої були «соціал-демократія» та «червона республіка». Згодом, однак, він відмовився від цих поглядів.
У квітні 1851 року Пауль, якого навчали приватні вчителі, склав іспит на закінчення школи та вивчав право та політологію в Берліні, яку він закінчив влітку 1857 року, склавши Перший державний іспит. Будучи стажером адвоката в Берлінському міському суді, він познайомився пізніше з таємним радником Фрідріхом Августом фон Гольштейном, з яким він залишився близьким другом до кінця свого життя. Після звільнення від другого державного іспиту граф Пауль став аташе королівського посольства Пруссії в Парижі – не в останню чергу через його стосунки з принцесою Августою, дружиною  імператора Вільгельма I.
У травні 1865 Хацфельдт став секретарем посольства в Данії; Через три роки Отто фон Бісмарк призначив його в Міністерство закордонних справ. У 1869 році він отримав посаду фактичного посольства та дорадчого радника в політичному департаменті. Завдяки багаторічній роботі в Парижі та досконалому володінню французькою мовою він став незамінним співробітником канцлера під час франко-прусської війни 1870-1871 рр., коли він брав участь у складанні переговорів про капітуляцію в Седані як його дипломатичний ад'ютант. Хатцфельдт підписав мирний договір 10 травня 1871 року.

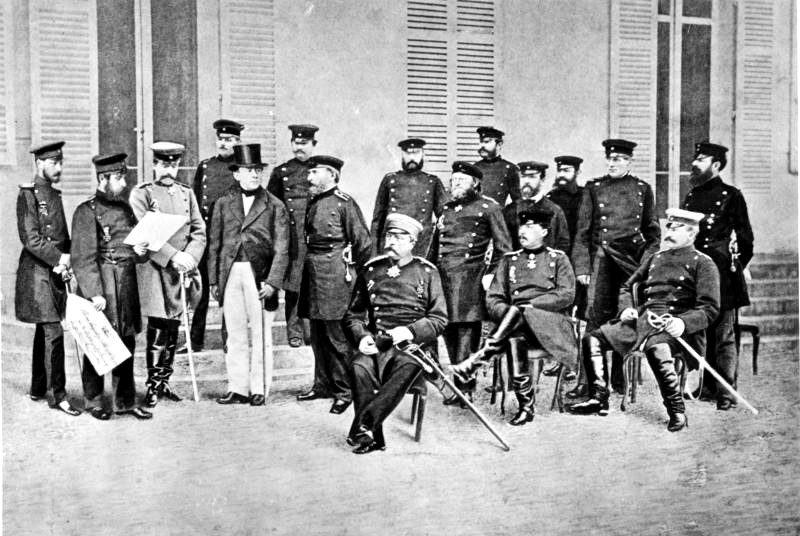
Пауль фон Хацфельдт 1871 р. у франко-прусській війні, прусський штаб у Версалі (другий сидить праворуч)

Хатцфельдт придбав Замок Зоммерберг у Вісбаден-Фрауенштайні в листопаді 1871 року шляхом купівлі або в 1872 році шляхом успадкування і перетворив його на сімейну резиденцію, схожу на замок, із парком для дворянської родини Гацфельдт-Вільденбург.
Згодом він перебрав на себе керівництво політичним департаментом як таємний радник посольства. Граф Пауль фон Гацфельдт був німецьким послом у Мадриді з 1874 року. Там йому довелося самостверджуватися в складних умовах Третьої карлістської війни. Завдяки дружнім стосункам з іспанським королем Альфонсом XII. Він проклав шлях до стабільних відносин між іспанською короною та Німецькою імперією.
У 1878 році імператор Вільгельма I призначив його першим послом до німецького посольства в Константинополі. Будучи старшим дипломатичного корпусу, він керував переговорами в греко-турецьких прикордонних суперечках після Берлінського конгресу. Завдяки його заступництву також стали можливими розкопки в Пергамі. У 1881 році він був призначений Статс-секретарем імперського відомства закордонних справ, а також повноважним представником Пруссії у Федеральній раді. На початку 1885 він вів переговори на конференції в Конго як представник Німеччини.
З жовтня 1885 року він став німецьким послом у Лондоні, зберігши ранг державного міністра. Він швидко здобув визнання при британському дворі та встановив особисті та офіційні стосунки з британським прем’єр-міністром Робертом Ґаскойном-Сесілом, 3-м маркізом Солсбері. У згоді з Бісмарком він намагався наблизити Англію до Німецької імперії, прив’язавши її до Австрійської монархії. Укладення та розробка Середземноморської угоди між Англією, Італією та Австрією багато в чому відбулося завдяки його впливу. Після падіння Бісмарка в березні 1890 року Хатцфельдт отримав більший вплив на зовнішню політику Німеччини через свого давнього друга, таємного радника Гольштейна, з метою демонстрації зближення з Англією. У 1890 році він уклав Гельголандсько-Занзібарська угоду з Англією, за яким Німецька імперія отримала Гельголанд. Він також відіграв ключову роль в укладенні Самоанської угоди 1899 року.
Через погіршення стану здоров'я він лише в обмеженій мірі міг задовольнити високі вимоги, висунуті до нього новим курсом зовнішньої політики Німеччини в період після Боксерського повстання 1900 року в Китаї. Він знайшов підтримку у свого сина Пауля Германа (1867–1941), який був аташе в німецькому посольстві в Лондоні з 1891 року та третім і другим секретарем відповідно в 1895 році. У 1901 подав у відставку за власним бажанням. Через десять днів 22 листопада 1901 року він помер у Лондоні. Едуард VII, король Великобританії з 1901 року, хвалив його як «найкращого представника німецької справи».
Імовірно, на його честь було названо місто Хатцфельдхафен в Землі Кайзера Вільгельма в колонії Німецька Нова Гвінея.

## Сім'я
24 листопада 1863 року Хатцфельдт одружився на 17-річній Хелен Моултон (* 3 вересня 1846 у Парижі; † 9 квітня 1918 у Вісбадені), дочці американського землевласника та агента з нерухомості.
У шлюбі народилися син і дві дочки:

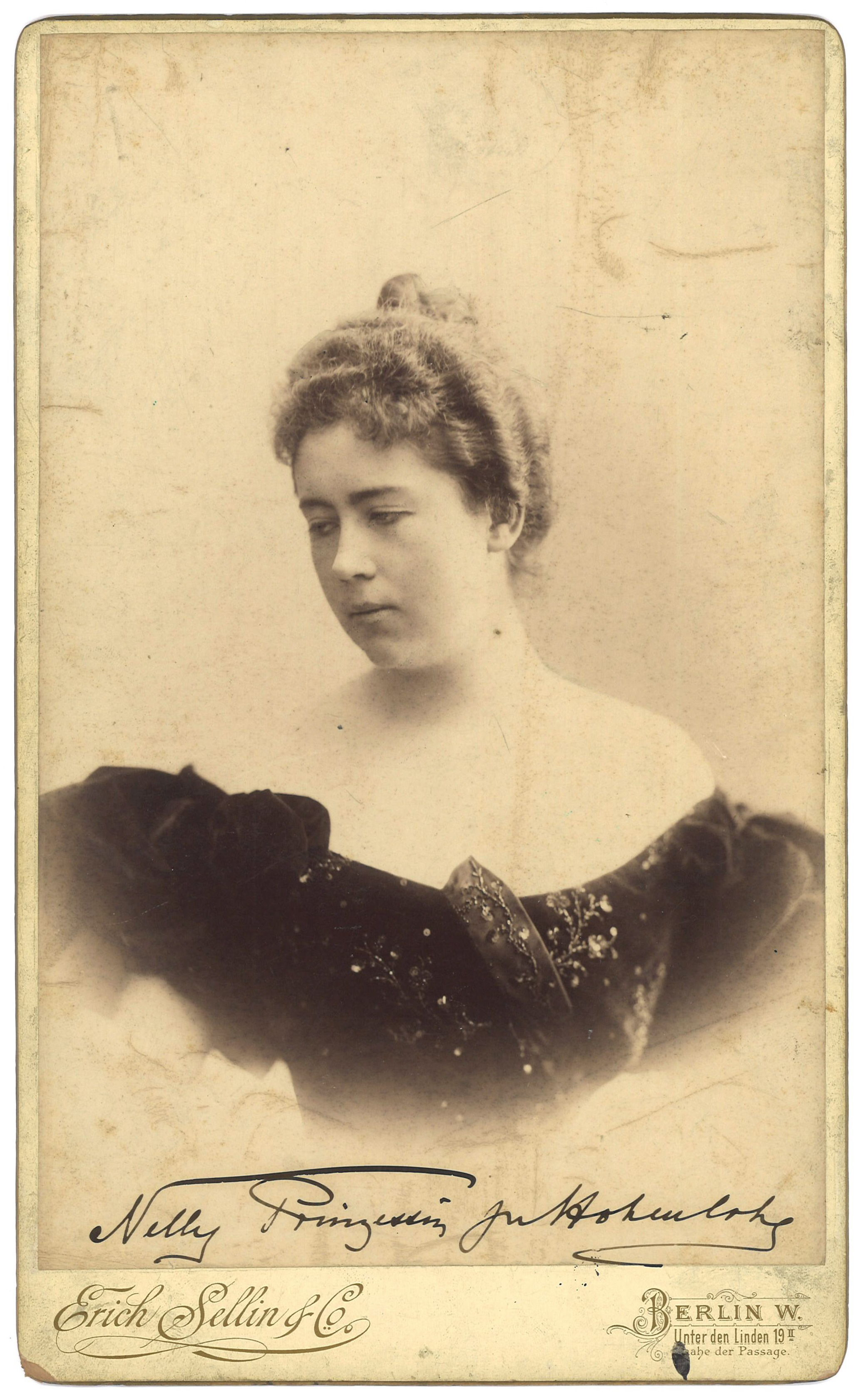
Дочка Гелена.

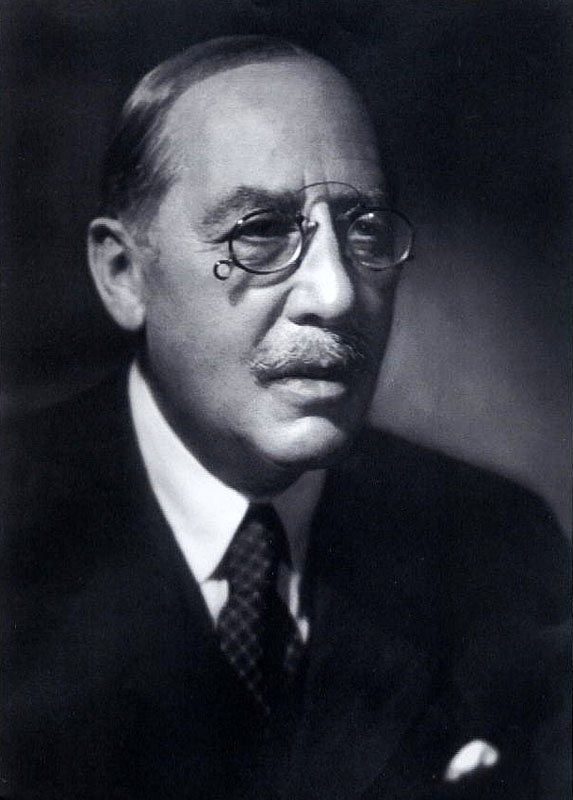
Син Пауль Герман. 1920 р.

- Гелена (* 3 березня 1865; † 21 травня 1901) ⚭ Макс Антон Карл Принц Гогенлое-Ерінгенський (1860–1922);
- Пауль Герман (* 30 червня 1867; † 10 червня 1941) ⚭ Марія Фрейн фон Штум (1882–1954);
- Марі (* 10 січня 1871; † 15 квітня 1932) ⚭ Фрідріх Карл Принц Гогенлое-Ерінгенський (1855–1910).

## Нагороди[4]

### Королівство Пруссія
- Залізний хрест 2-го класу для некомбатантів[5]
- Орден Червоного орла
  - 1-го класу (5 червня 1881)[6]
  - великий хрест (18 січня 1888)[7]
- Королівський орден дому Гогенцоллернів, великий командорський хрест (28 жовтня 1885)[8]
- Орден Чорного орла з ланцюгом[9]
  - орден (18 червня 1890)
  - ланцюг (17 січня 1891)
- Столітня медаль
- Орден Заслуг Прусської Корони (8 листопада 1901)

### Королівство Баварія[10]
- Орден Святого Михайла (Баварія), великий хрест (1877)
- Орден Громадянських заслуг Баварської корони, великий хрест (1883)

### Королівство Італія
- Орден Святих Маврикія та Лазаря, великий хрест
- Орден Корони Італії, великий хрест

### Інші держави або династії
- Орден Карлоса III, великий хрест з ланцюгом (Іспанія; 28 травня 1877)
- Орден Леопольда (Австрія), великий хрест (Австро-Угорщина; 1881)[11]
- Орден Альберта (Саксонія), великий хрест із золотою зіркою (1887)[12]
- Орден Бертольда I (Велике герцогство Баденське)
- Орден Генріха Лева, великий хрест (Брауншвейзьке герцогство)
- Орден Вендської корони, великий хрест із золотою короною (Мекленбург)
- Орден Білого Сокола, великий хрест (Велике герцогство Саксен-Веймар-Айзенаське)
- Орден Вюртемберзької корони, великий хрест
- Орден Леопольда I, велика стрічка (Бельгія)
- Орден Спасителя, великий хрест (Грецьке королівство)
- Великий хрест честі та відданості (Мальтійський орден)
- Орден Нідерландського лева, великий хрест
- Орден «Османіє» 1-го класу з діамантами (Османська імперія)
- Орден Зірки Румунії, великий хрест
- Орден Білого орла (Російська імперія)
- Орден Таковського хреста, великий хрест (Королівство Сербія)
- Орден Корони Сіаму, великий хрест
- Орден Святого Фердинанда за заслуги, лицарський хрест (Королівство Обох Сицилій)